# روزی روزگاری در بمبئی دوباره!
روزی روزگاری در بمبئی دوباره! (به هندی: Once Upon ay Time in Mumbai Dobaara!) فیلمی محصول سال ۲۰۱۵ و به کارگردانی میلان لوتیرا است. در این فیلم بازیگرانی همچون آکشی کومار، عمران خان، سوناکشی سینها، ماهش مانجرکار، چتان هانسراج، تیکو تالسانیا، اجی دیوگن، ویدیا بالان ایفای نقش کرده‌اند.
این فیلم دنباله فیلم روزی روزگاری در بمبئی است.